# Rymdskrot

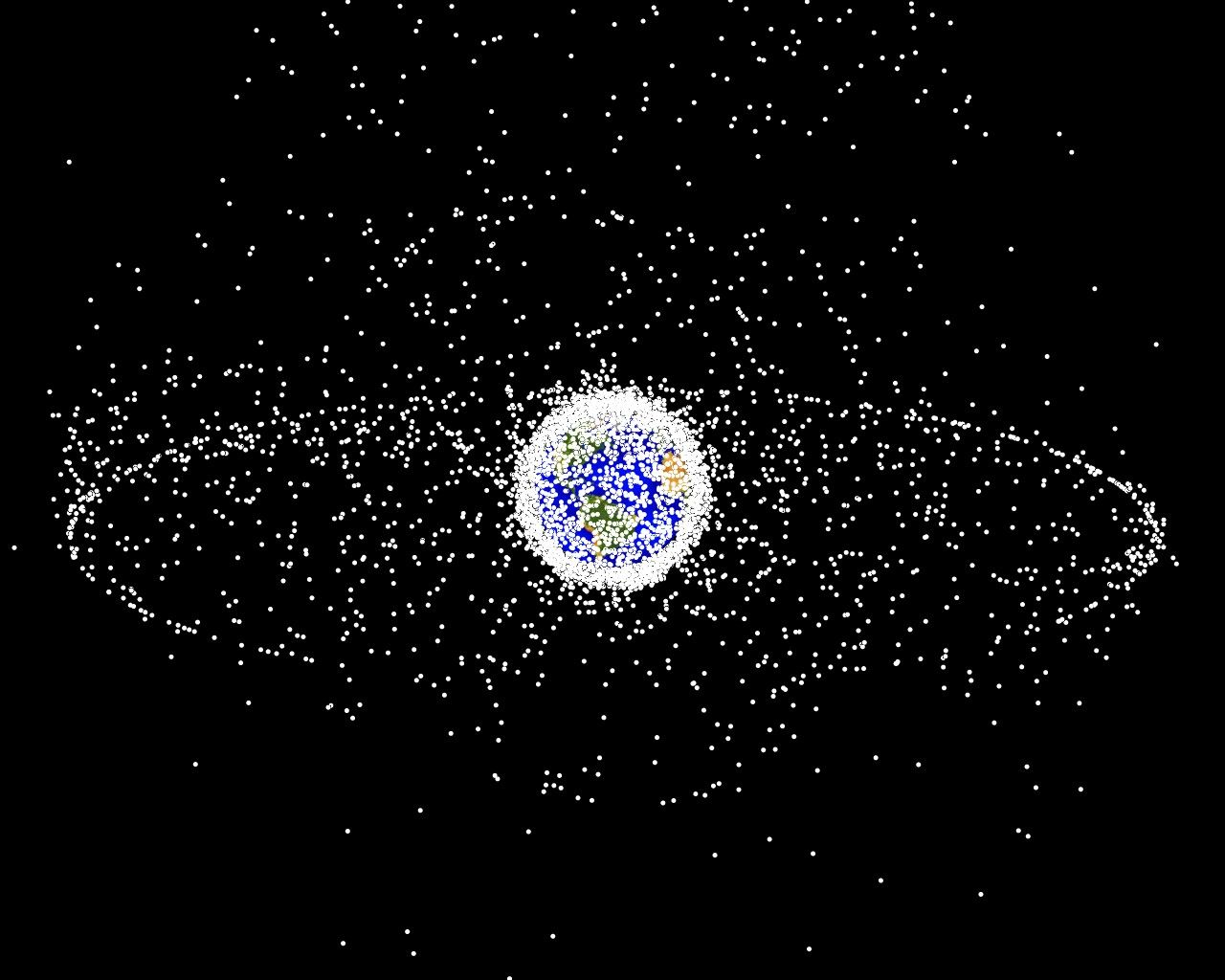
Rymdskrot – anhopningen geosynkront samt för låg omloppsbana.

Rymdskrot eller rymdskräp är rester av mänsklig aktivitet i rymden, kvarlämnade i jordens omloppsbana sedan rymdfartens början i slutet av 1950-talet. Det allra första av människan orsakade rymdskrotet kommer således från den sovjetiska satelliten Sputniks skyddande hölje och kopplingsanordningen från dess bärraket. Rymdskrot består till största delen av rymdtekniskt avfall, förbrukade raketsteg, gamla satelliter, skräp och fragment från krockar och explosioner, men även tappade skruvar, muttrar och färgflagor.
Den växande mängden rymdskrot har lett till en ökande medvetenhet om problemet. På senare år har energi ägnats åt att både undvika och att försöka rensa rymden från skrot. Ämnet har även tagits upp i flera filmer och TV-serier.

## Översikt
Fram till i december 2016 har fem satellitkollisioner genererat rymdskrot. Minst 700 000 rymdskrotsdelar kretsar kring jorden, i en hastighet av 28 000 kilometer i timmen. Till detta antal ska även adderas de allra minsta fragmenten. Forskarna räknar med (2013) drygt 170 miljoner partiklar som är mindre än 1 centimeter, 670 000 som är 1–10 centimeter och 29 000 som är större än 10 centimeter. Vart och ett föremål som utgör ett hot för objekt som befinner sig i omloppsbana kring jorden. Vid kollision kan rymdskrot skada befintliga satelliter och rymdstationer. Det kan också skada astronauter på rymdpromenad och försvåra deras arbete i rymden.
Även för samtida och framtida uppskjutningar utgör rymdskrotet en risk. I nuläget måste man – så långt det är möjligt – hålla noggrann koll på var man väljer att skjuta upp nya satelliter, allt för att minimera risken för kollision. Emellertid är det inte alltid möjligt att förhindra att det redan befintliga rymdskrotet fortsätter att generera nytt skrot, exempelvis genom kollisioner. Detta fenomen refereras ibland till som Kesslersyndromet.

## Historik

### Kollisioner, explosioner och säkerhetsåtgärder

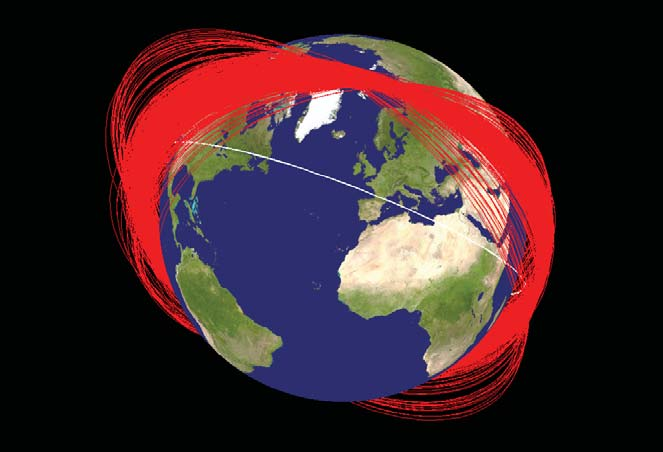
Kartlagt splitter från Fengyun-1C-satelliten i omlopp kring jorden.

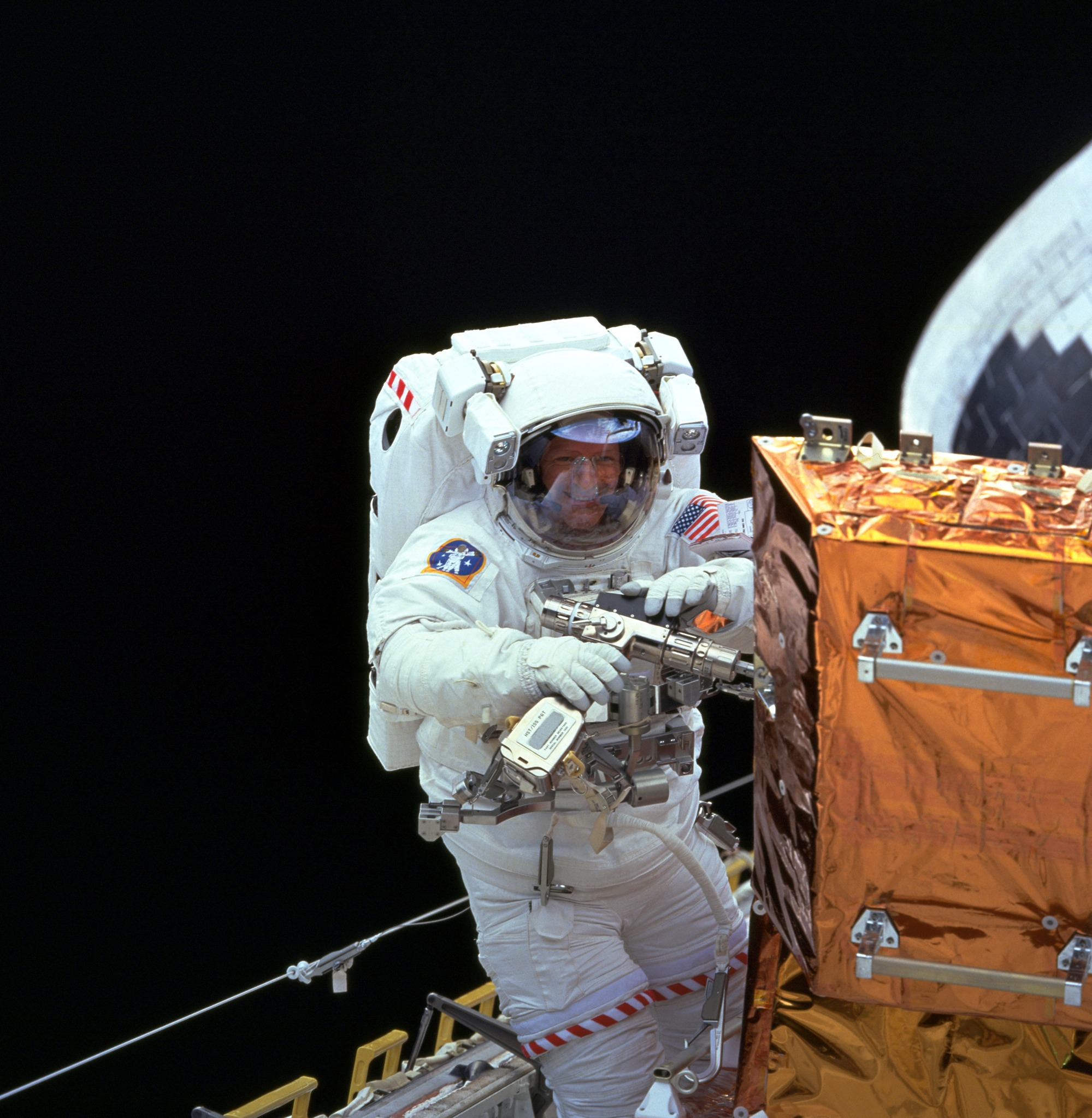
Användning av batteridriven bultdragare under en rymdpromenad. Bultdragare tillhör de verktyg som kan tappas och förvandlas till rymdskrot.

2009 kolliderade en iridium-satellit och en rysk inaktiv satellit i Kosmos-serien, med resultat att splittret spreds över ett stort område. 2012 exploderade ett ryskt Briz-M-raketsteg, kvarlämnat med sina bränsletankar efter en misslyckad uppskjutning i augusti samma år. Splittret från Briz-M spreds i en vid båge innehållande över 500 delar till områden som berörde rymdstationen ISS och ett stort antal satelliter. Som en säkerhetsåtgärd skickade man upp rymdstationen ytterligare en kilometer för att minska kollisionsrisken.
Liknande manövrar har sedan 2007 blivit allt vanligare. Det året ledde ett kinesiskt anti-satellittest till att två satelliter kolliderade, med resultatet att över 5 000 fragment spreds till lägre, tättrafikerade nivåer. Det var den 11 januari 2007 som en kinesisk vädersatellit (av typen FY-1C (i Fengyun-serien) förstördes på 865 kilometers höjd, av en exoatmosfärisk elimineringsfarkost som färdades i motsatt riktning. Först tolv dagar senare bekräftades testet av kinesiska myndigheter.
2011 tvingades hela Internationella rymdstationens (ISS) besättning på sex man evakuera rymdstationen och sätta sig i säkerhet i räddningskapslarna, efter ett larm om inkommande rymdskrot. Vad det rörde sig om förblev okänt, men objektet passerade förbi ISS med bara drygt 250 meters marginal. I detta fall upptäcktes rymdskräpet för sent för att man skulle hinna med en undanmanöver. ISS är utrustat med sköldar som kan skydda rymdstationen från mindre skrotdelar.
Den 13 februari 2015 exploderade den amerikanska satelliten DMSP-F13 på en höjd av 800 kilometer ovanför jordytan. DMSP står för Defense Meteorological Satellite Program och är en serie militära vädersatelliter som tillhör USA:s försvarsdepartement. Deras syfte är att övervaka väder- och atmosfärförhållanden kring krigszoner för att man ska kunna genomföra så lyckade operationer som möjligt. DMSP-F13, som tillhandahållit väderuppgifter inför militära insatser i bland annat forna Jugoslavien 1999, samt Afghanistan och Irak, sköts upp 1995 och hade således befunnit sig i omlopp runt jorden i cirka 20 år när ett systemfel inträffade. Denna funktionsstörning resulterade i explosionen, vilken till en början föreföll att ha gett upphov till ett fyrtiotal större skrotdelar; i början slutet av april 2015 hade siffran dock stigit till 149 större skrotdelar och sannolikt upp till 50 000 mindre delar. Då explosionen skedde på relativt hög höjd, kommer det att dröja flera decennier innan skrotet faller ned och brinner upp i jordatmosfären, och fram till dess kommer det att utgöra ett potentiellt hot mot satelliter i solsynkron eller polär omloppsbana.

### Verktyg och bränsletankar
Ett exempel på hur rymdskrot väldigt konkret kan genereras av människor är den svenske astronauten Christer Fuglesangs tappade förlängning till en batteridriven bultdragare. En liknande incident inträffade då den amerikanska astronauten Heidemarie Stefanyshyn-Piper tappade hela sin verktygslåda. I båda fallen brann de tappade verktygen upp i jordatmosfären och utgör därmed inte längre någon kollisionsrisk. Rykten angående att Fuglesang även har tappat en hjälmkamera under en rymdpromenad stämmer emellertid inte, eftersom det endast rörde sig om att kameran delvis lossnat från hjälmen.
Den amerikanska astronauten Sunita "Suni" Williams förlorade under uppdraget STS-116 verkligen sin kamera under rymdpromenad, förmodligen på grund av något fel i fastsättningsanordningen. Kameran drev ut i rymden innan Williams hann reagera.
2006 råkade astronauten Piers Sellers, Storbritannien, tappa en spatel medan han testade ett system för att söka efter sprickor i rymdfärjan Discoverys värmesköld under uppdraget STS-112.
Ytterligare rymdskrot orsakade på med ovanstående exempel liknande sätt omnämns i Edward Tuftes bok Envisioning information. De involverar astronauten Ed Whites tappade handske, en kamera som Michael Collins förlorade vid rymdfarkosten Gemini 10 1966 och sopsäckar – samt en skiftnyckel och en tandborste – som den sovjetiska rymdstationen MIR:s kosmonauter kastat ut under stationens 15 år i omlopp runt jorden.
Rymdskrot kan innebära fara om det återinträder i atmosfären utan att brinna upp helt, i den mån det exempelvis skulle röra sig om radioaktivt material. Endast i ett fall har det hänt att en människa blivit träffad av nedfallande rymdskrot; detta inträffade 1997 då amerikanska Lottie Williams träffades av vad som senare skulle komma att identifieras som en bit av en Delta II-rakets bränsletank.

## Motåtgärder

### Övervakning av rymdskrot
Man kan hålla uppsikt över rymdskrotet genom satellitövervakning, radar och optiska detektorer. Både den amerikanska federala rymdmyndigheten NASA och Europeiska rymdorganisationen, ESA, har upprättat system för bevakning av rymdskrot, det förstnämnda i nära samarbete med USA:s försvarsdepartement. Försvarsdepartementets rymdövervakningsnätverk som sköts av förband ur USA:s rymdstyrka vid Cheyenne Mountain Complex i Colorado Springs kan spåra objekt som är så små som 5 cm i diameter i jordens lägre omloppsbanor och upp till cirka 1 meter i den geostationära omloppsbanan. I dagsläget har 15 000 objekt katalogiserats.
ESA:s Space Surveillance and Tracking-program (SST) går ut på att detektera och förutsäga rymdskrotets rörelser i omlopp kring jorden. Datan som genereras genom SST-systemen kan bland annat användas till att skydda rymdbaserad infrastruktur som satelliter och Internationella rymdstationen. SST-systemen använder sig av radar och teleskop för att observera himlen och framställa bilder av de objekt i omlopp kring jorden som de uppfattar. Om objektet redan är känt uppdateras den befintliga datan, angående aktuellt objekt, baserad på de senaste observationerna. Därefter katalogiseras det.
I slutet av augusti 2014 offentliggjordes ett nystartat samarbete mellan den amerikanska försvarsjätten Lockheed Martin och det australiensiska företaget Electro Optic Systems, vilket går ut på att bygga en markbaserad spårningsstation i västra Australien och genom att använda sig av avancerad laserteknologi och optisk teknologi spåra, finna, identifiera och följa rymdskrot.

### Städa upp i rymden
FN uppmanade 13 februari 2009 alla länder som hade aktiviteter i rymden att införa åtgärder för att stoppa ökningen av rymdskrot i atmosfären, så man kunde bevara miljön i yttre rymden för kommande generationer. Dock är problemet med det befintliga rymdskrotet en hård nöt att knäcka. Under en höjd på 400 kilometer ovanför jordatmosfären städar rymden sig själv, det vill säga att allting som befinner sig på upp till den höjden kommer att trilla ned av sig självt och brinna upp i atmosfären och allting som ligger på upp till 1 450 kilometers höjd kommer att falla ned inom 3 000 år som en effekt av jordens gravitation.
Idag finns ett antal potentiella lösningar på hur man skall städa upp i rymden runtomkring oss och ett förslag går ut på att bygga en hullingförsedd harpun som samlar upp skrotet. Idén kommer ifrån det brittiska företaget Astrium och går ut på att en 30 centimeter lång, hullingförsedd pil skjuts ut mot skräpobjekten som styrs mot jordatmosfären där de sedan kan brinna upp. Ett liknande projekt är det schweiziska Clean Space One, som går ut på att bygga nanosatelliter som söker upp och samlar ihop rymdskrotet. Tyvärr fungerar dessa metoder endast på större objekt. 2011 började NASA utveckla en strategi som går ut på att skjuta ned rymdskrotet med laser, men återigen talar vi om någonting som inte omfattar de mindre soporna – de som är upp till en centimeter i diameter.
Tyvärr finns det inte någon riktigt bra metod för att samla upp de mindre rymdskrotdelarna, vilket är ett stort problem i sig. Metoderna man använder nu går ut på att begränsa att de blir fler, delvis genom regler som skall följas för att förhindra att man skräpar ner mer. Det finns vissa delar av den närliggande rymden där det är förbjudet att dumpa överblivna rymdfarkoster och uttjänta satelliter.

## Rymdskrot i populärkulturen
Rymdskrot som tema har dykt upp i bland annat den japanska manga-serien Planetes, skapad av Makoto Yukimura 1999–2004; den bearbetades även 2003–04 till en uppmärksammad anime. Handlingen utspelar sig i framtiden och kretsar kring fyra personer som arbetar med att samla upp rymdskrot i jordens och månens banor.
I science fiction-filmen Gravity har Ryssland detonerat ett antisatellitvapen, vilket resulterar i en stor mängd rymdskräp i låg omloppsbana runt jorden. Skräpet slår sönder den fiktiva rymdfärjan Explorer, och så småningom blir det helt upp till huvudrollsfiguren Dr. Ryan Stone (spelad av Sandra Bullock) att själv ta sig tillbaka till jorden.
Även i datorspelsvärlden har rymdskrotet fått en plats i och med strategispelet Habitat som går ut på att bygga, flyga och utkämpa strider med rymdstationer som man bygger av rymdskrot.